# Åsa Westlund

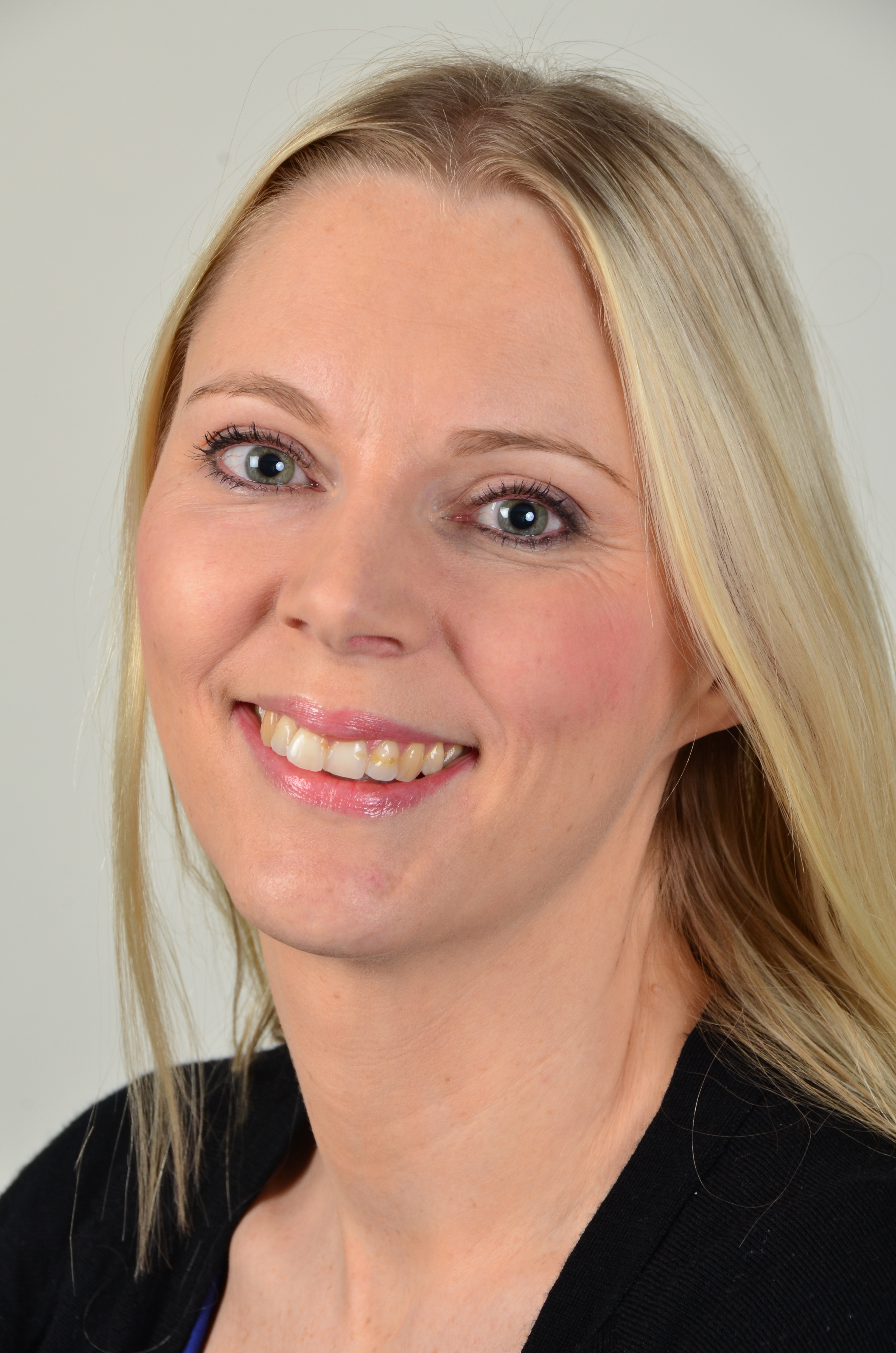
Westlund, 2014

Åsa Westlund (19 de mayo de 1976) es una política del Partido Socialdemócrata Sueco. Diputada en la sexta legislatura del Parlamento Europeo con el Partido Socialista Europeo. En las elecciones al Parlamento Europeo de 2009, fue reelecta y por lo tanto podría continuar su labor en el Parlamento por un período de cinco años.
Ha sido miembro del Parlamento Europeo; de la Comisión de Medio Ambiente, Salud Pública y Seguridad Alimentaria; de la Comisión de Cultura y Educación; suplente de la Delegación en la Comisión Parlamentaria Mixta UE-Turquía.

## Trayectoria
Licenciada en Ciencias Políticas por la Universidad de Gotemburgo en el 2000.
Asesora política en el Ministerio de Educación en 2001.
Secretaria política en el comité ejecutivo del Partido Socialdemócrata de su país 2003-2004.
Suplente de la dirección local del Partido Socialdemócrata en Gotemburgo (1999-2001).
Miembro de la presidencia de la Federación de Estudiantes Socialdemócratas de Suecia entre 2000 y 2001 y presidenta entre 2001 y 2003.
Coordinadora de la Asociación Internacional de Mujeres (2002-2003) y miembro de la dirección de ECOSY (Organización de las Juventudes Socialistas Europeas 2000-2003).
Miembro de la dirección de FNSU (Juventudes Socialistas Nórdicas) (2001-2003).

## Citas
- Turquía: Apoyo la adhesión turca ya que cualquier país que defienda los derechos y las libertades para sus ciudadanos, el respeto de los derechos humanos y el imperio de la ley tiene derecho a convertirse en miembro de la Unión Europea.

- Tratado por el que se establece una Constitución para Europa: Debe ser aprobado para responder mejor a las legítimas peticiones de los ciudadanos europeos.